# Plan de Formación Aérea de la Comunidad Británica

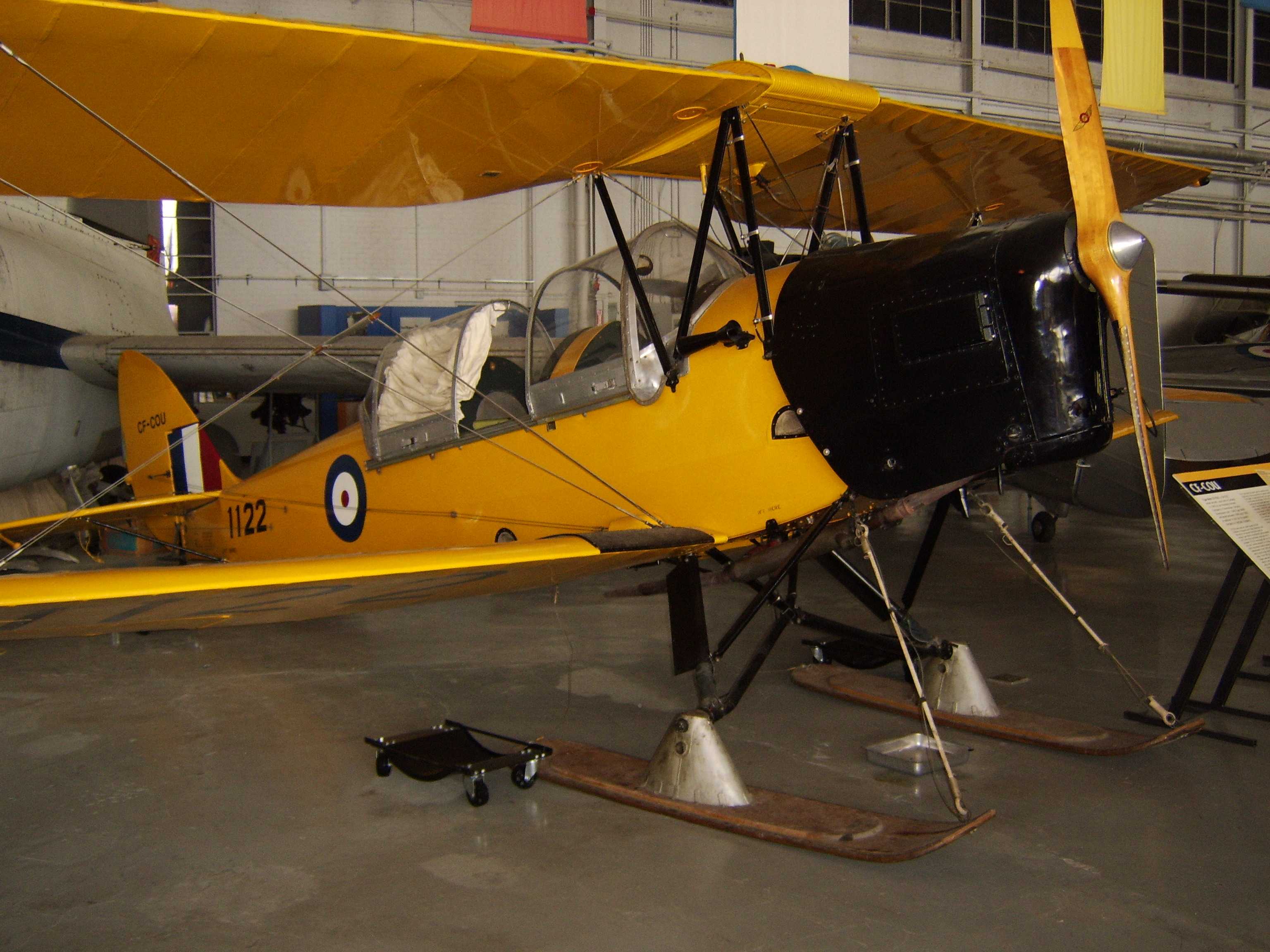
de Havilland Canadá DH.82C en el Plan de Entrenamiento de la Comunidad Británica "entrenador amarillo" en el Museo Occidental de Aviación de Canadá (nótese los esquíes, y la cabina cerrada, común en los Tiger Moth de fabricación canadiense)

El Plan de Formación Aérea de la Comunidad Británica (BCATP), a menudo llamado simplemente "El Plan", era una junta militar masiva para la creación de un programa de entrenamiento de personal de vuelo integrada por el Reino Unido, Canadá, Australia y Nueva Zelanda, durante la Segunda Guerra Mundial. BCATP sigue siendo uno de los programas de entrenamiento de aviación más grandes de la historia y era responsable de entrenar a casi la mitad de los pilotos, oficiales de vuelo, bombarderos, artillero aéreo, operadores inalámbricos e ingenieros de vuelo quién sirvieron con la Real Fuerza Aérea Briránica (RFAB), el Brazo Aéreo de la Flota (BAF) de la Armada Real Británica (ARB), la Real Fuerza Aérea Australiana (RFAA), Real Fuerza Aérea Canadiense (RFAC) y la Real Fuerza Aérea de Nueva Zelanda (RFANZ) durante la Segunda Guerra Mundial.
Bajo un acuerdo paralelo, la Junta de Esquema de Formación de Aire, Sudáfrica entrenó 33.347 aviadores para la Fuerza Aérea sudafricana y otras fuerzas de aire Aliadas. Este número estuvo superado solo por Canadá, el cual entrenó un personal de 131.500.
Estudiantes de varios países atendieron a colegios bajo este plan, incluyendo Argentina, Bélgica, Sri Lanka, Checoslovaquia, Dinamarca, Finlandia, Fiyi, Francia, Grecia, Los Países Bajos, Noruega, Polonia y los Estados Unidos, donde su similar, el Programa de Entrenamiento de Pilotos Civiles, ya estaba en marcha a finales de 1938.

## Antecedentes
El Reino Unido se consideraba un lugar inadecuado para el entrenamiento del aire debido a la posibilidad de un ataque enemigo, la tensión causada por el tráfico en tiempo de guerra en los campos de aviación y el clima impredecible, así como el plan de entrenamiento en los Dominios para la tripulación británica. 
Las negociaciones en materia de formación conjunta, entre los cuatro gobiernos interesados, se llevaron a cabo en Ottawa durante los primeros meses de la guerra. El 17 de diciembre de 1939, se firmó el Acuerdo de entrenamiento del aire –a menudo referido como el "Acuerdo de Riverdale", después de que el representante del Reino Unido en las negociaciones, Señor Riverdale.
El Plan de Formación Aérea de la Comunidad Británica fue visto como un programa increíblemente ambicioso. En acuerdo de 1939 establecía que el entrenamiento era similar al de los RAF: se crearon tres escuelas de entrenamiento iniciales, trece escuelas de entrenamiento aéreo elementales, diez escuelas de observación aérea, diez escuelas de bombardeo y artillería, dos escuelas de navegación aérea y cuatro escuelas inalámbricas.
El acuerdo incluía la formación de casi 50,000 aeronautas cada año, tanto como fueran necesarios: 22.000 pilotos de Gran Bretaña, 13.000 de Canadá, 11.000 de Australia y 3.300 de Nueva Zelanda. Bajo el acuerdo, tripulaciones recibieron formación elemental en varios países de la comunidad antes de viajar a Canadá para cursos avanzados. Los costos de entrenamiento fueron divididos entre los cuatro gobiernos.
El Artículo XV del acuerdo estipuló que los graduados pertenecían a la fuerza aérea de la corona, donde ellos eran asignados a servir con el RAF, serían re-asignados a nuevos escuadrones identificados como RAAF, RCAF y RNZAF. Estas unidades más tarde fueron conocidas como "Escuadrones Artículo XV". Artículos XVI y XVII estipuló que el gobierno de Reino Unido sería completamente responsable para la paga y derechos licenciados, una vez estuvieron colocados en unidades RAF o Artículo XV. Algunos escuadrones RAAF y RCAF anteriores a la guerra también sirvieron bajo el control operacional RAF, mientras que el personal de Nueva Zelanda y Rhodesia fueron asignados frecuentemente a escuadrones con honorarios "(NEW ZEALAND)" and "(RHODESIA)" en sus nombres. Aun así en práctica – y técnicamente en contravención de Artículo XV– la mayoría de personal de otros países de la comunidad, mientras estaban bajo control operacional RAF, eran asignados a unidades británicas.
En abril de 1940, oficialmente comenzó el primer curso de entrenamiento canadiense, con 221 reclutas, en la Escuela de Entrenamiento Inicial RCAF No.1, localizada inicialmente en el club de caza Eglinton, en Toronto. De los iniciales, 39 recibieron sus alas como pilotos el 30 de septiembre de 1940. A pesar de graduarse, estos permanecieron en el BTCATP en Canadá como instructores, pilotos de reserva o tareas de vuelo similares. El primer personal del BTCATP en ser enviado a UK fueron 3 observadores canadienses, los cuales recibieron sus alas en el RCAF de Trenton, Ontario, el 27 de octubre de 1940. El primer BCATP en entrenar pilotos que fueron desplegados en Europa fue un grupo de 37 RAAF´s que se graduaron en noviembre de 1941 de la Escuela de Entrenamiento de Servicio Aéreo No. 2, RCAF Uplands, en Ottawa.

## Ciudades involucradas

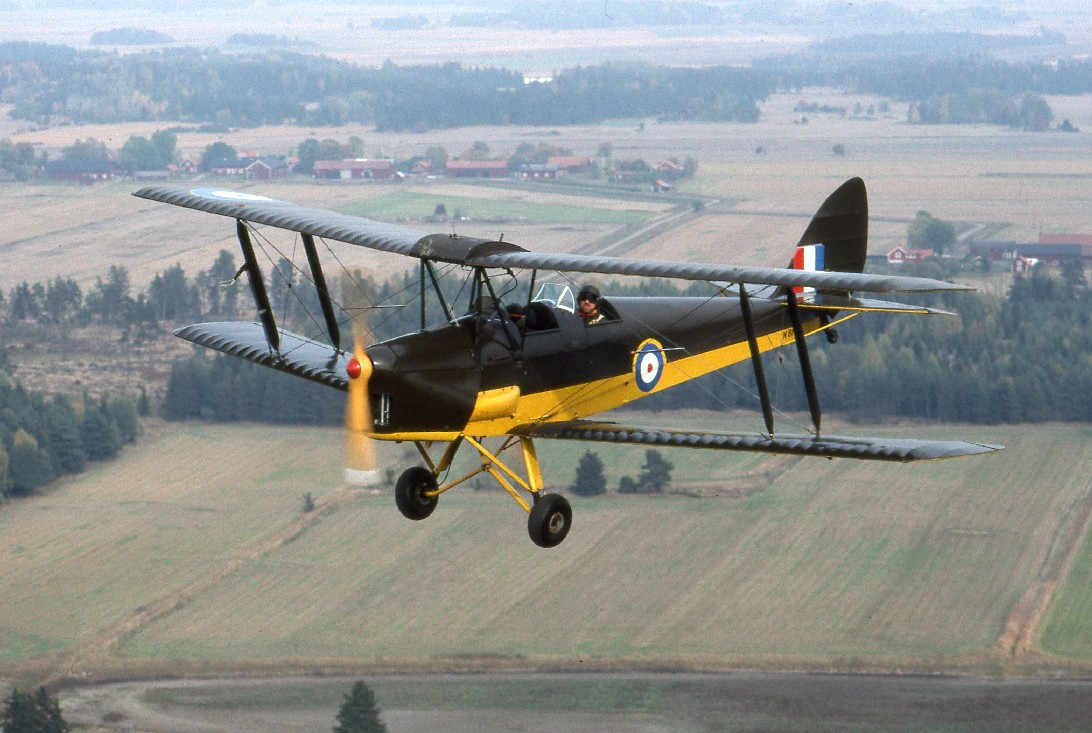
El omnipresente DH 82 Polilla Tigre fue utilizado por todas las unidades de formación de la comunidad.

### Australia
Antes de la creación del Esquema de Entrenamiento del Aire del Imperio (como se le conoce comúnmente en Australia), la RAAF entrenaba solamente cerca de 50 pilotos por año. En virtud del Acuerdo del entrenamiento del aire, Australia se comprometió a proporcionar 28.000 oficiales de tripulación aérea en tres años, lo que representa el 36% del número total entrenado por el BCATP. [N 1] En 1945, más de 37.500 tripulantes aéreos australianos habían sido entrenados en Australia; la mayoría de ellos, más de 27.300, también se habían graduado de las escuelas en Australia.
Durante 1940, se establecieron escuelas de la Real Fuerza Aérea Australiana (RAAF) en toda Australia para apoyar las EATS en la formación Inicial, entrenamiento del vuelo elemental, servicio de entrenamiento de vuelo, navegación aérea, observador aéreo, bombardeo y artillería, y artillería aérea inalámbrica. El primer curso de vuelo comenzó el 29 de abril de 1940. Keith Chisholm (que más tarde se convirtió en un as y sirvió con el escuadrón RAAF N.º 452 en Europa y el Pacífico) fue el primer australiano en ser entrenado bajo EATS. [13]
Durante un período, la mayoría de las tripulaciones de la RAAF recibieron formación avanzada en Canadá. A mediados de 1940, sin embargo, algunos aprendices RAAF comenzaron a recibir una formación avanzada en las instalaciones de la RAF en Rhodesia del Sur.
El 14 de noviembre de 1940, el primer contingente que se gradúan de la formación avanzada en Canadá se embarcó para Gran Bretaña.
Tras el estallido de la Guerra del Pacífico en diciembre de 1941, la mayoría de las tripulaciones de la RAAF completó su formación en Australia y se sirve con unidades de la RAAF en el Teatro del Pacífico Suroeste. Además, un número creciente de personal australiano fueron transferidos de Europa y el Mediterráneo a escuadrones de la RAF en el Teatro del Sur de Asia Oriental. Algunos escuadrones artículo XV también fueron transferidos a la RAF RAAF o formaciones que participan en la Guerra del Pacífico. Sin embargo, una proporción significativa de personal RAAF permaneció en Europa y escuadrones RAAF Artículo XV continuó siendo formado allí.
A principios de 1944, el flujo de personal de reemplazo de la RAAF a Europa había comenzado a superar a la demanda y -tras una petición por parte del gobierno británico- fue herida de nuevo de manera significativa. la participación de Australia se terminó de manera efectiva en octubre de 1944.

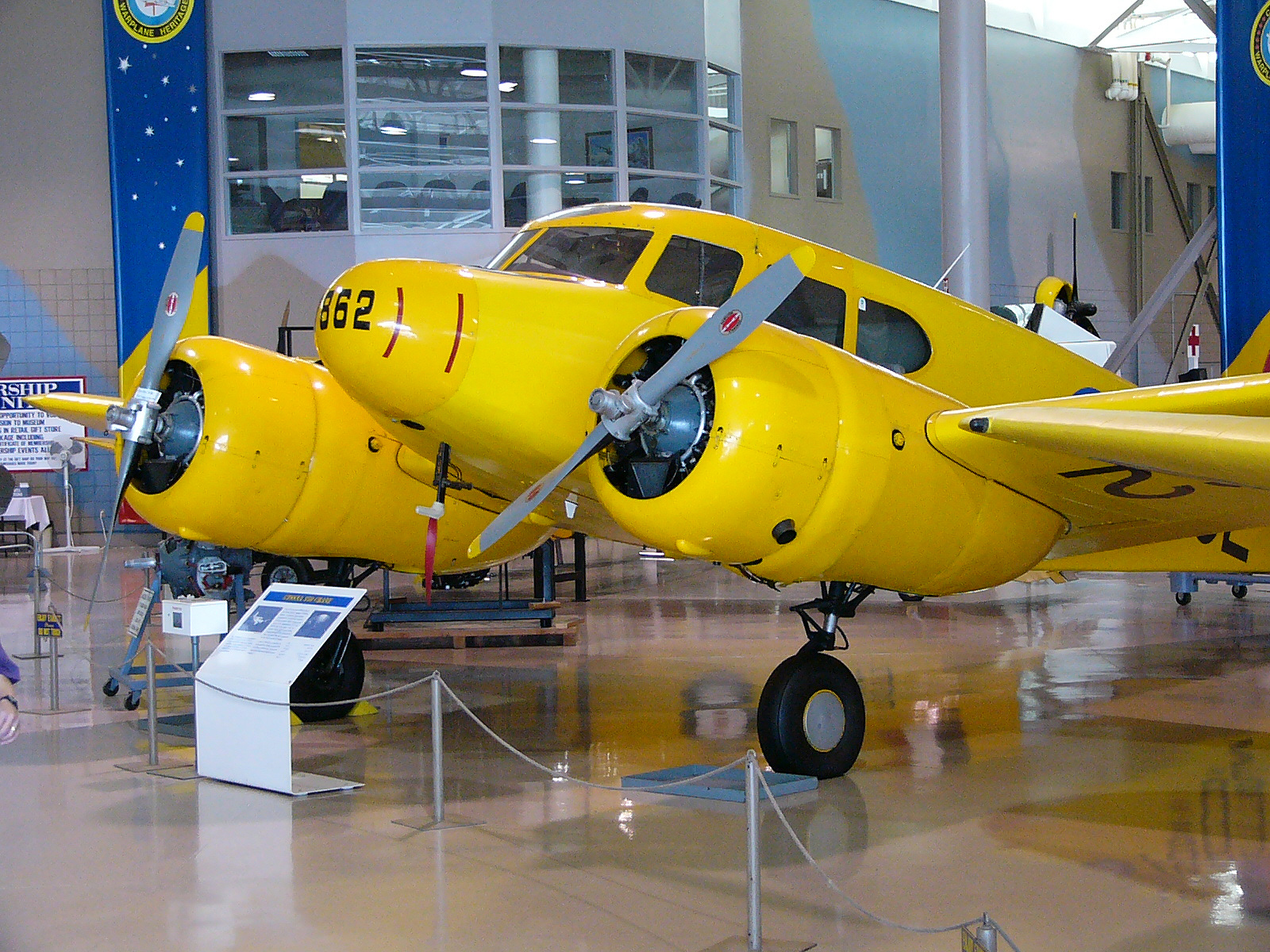
RCAF Cessna Crane como se empleó en el BCATP, en exhibición en el Museo de Patrimonio Canadiense de Aviones de Combate.

### Canadá
Canadá fue elegido como el lugar principal de "El Plan" debido a su clima ideal, grandes espacios adecuados para el vuelo y la formación de navegación - a veces a gran escala, un amplio suministro de combustible, instalaciones industriales para la producción de aviones de entrenamiento, partes y materiales de construcción, la falta de cualquier amenaza, ya sea del Luftwaffe o japonesa aviones de combate y su proximidad relativa tanto a los europeos y teatros del Pacífico. [4] Para biplanos de formación inicial, como un ejemplo de la amplia gama de diseños de aviones estadounidenses y británicos utilizados para servicios de formación con sede en Canadá, los pilotos podrían haber comenzado su entrenamiento de vuelo inicial tanto en británicos y canadienses- se produjeron ejemplos del Tiger Moth, el Boeing Stearman de la cercana Estados Unidos, o incluso el diseño autóctono y produjo el biplano Flett Finch.

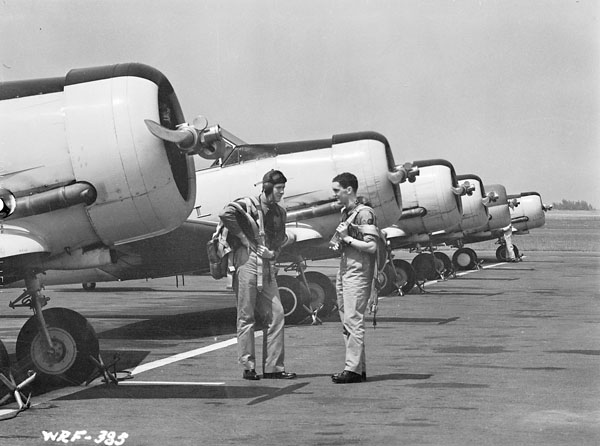
Instructor y estudiante con aviones North American Harvard II de la Escuela de Entrenamiento de Servicio de Vuelo No.2, Estación RCAF Uplands, Canadá 1941.

El gobierno acordó en diciembre de 1939 para unirse al Plan de Formación Aérea de la Comunidad Británica, que sus bases operaran en Canadá, y absorber una gran proporción de los costes. Estos eventos convirtieron el esquema en una enorme operación que costó a Canadá $1,6 billones de dólares de un costo total de $2,2 billones, y emplearon a 104.000 canadienses en las bases aéreas de todo el país. [14]
El gobierno del Rey WLM vio la participación del BCATP como un medio para mantener a los canadienses en casa, pero lo más importante, disminuyó la demanda de una gran fuerza expedicionaria y sepultó la cuestión de problemas políticos por el reclutamiento de extranjeros. [15] Negociar sobre el acuerdo y acordar sobre los aspectos de la participación fue especialmente difícil. Canadá acordó aceptar la mayor parte de los costos del plan, pero a cambio insistió pronunciadamente que el entrenamiento aéreo británico sería el esfuerzo de guerra principal de Canadá. Sin embargo, otro punto de la negociación era la expectativa de que la RAF británica absorbería los graduados de formación del aire canadienses y sin restricciones, al igual que en la Primera Guerra Mundial, y distribuidos a través de la RAF. El rey WLM exigió que se identifiquen los pilotos canadienses como miembros de la RCAF con uniformes distintos y distintivos en el hombro. [16]
La RCAF correría el plan en Canadá, pero para satisfacer las preocupaciones de la RAF, Robert Leckie, un comandante de la RAF de alto nivel (en el momento a cargo de escuadrones de la RAF en Malta) y un canadiense, fue apostado en Ottawa como Director de Entrenamiento. A partir de 1940 dirigió la formación BCATP. [17] [N 2]
En el apogeo del Plan de Formación Aéreo de la Comunidad Británica, 131.533 pilotos aliados y tripulantes fueron entrenados en Canadá, de los cuales 72.835 eran canadienses. En el punto más alto del plan a finales de 1943, una organización superior a 100.000 oficiales administrativos operaba 107 escuelas y otras 184 unidades de apoyo en 231 ubicaciones en todo Canadá. [4]
El desarrollo de infraestructura incluyó la edificación de "unos 8.300 edificios de los cuales 700 fueron hangares o de construcción de tipo hangar". [1] El almacenamiento de combustible por un total de más de 26 millones de galones estadounidenses (98.000 m³) se instaló junto con 300 millas de tuberías de agua y una longitud similar de una red de alcantarillado fue puesto, lo que implica 2.000.000 de yardas cúbicas de excavación. Se realizaron un total de 100 plantas de tratamiento y eliminación de aguas residuales y 120 estaciones de bombeo de agua; y más de 2.000 millas de líneas de alimentación de la red y 535 millas de cable eléctrico subterráneo, y una carga eléctrica conectada con una potencia total de más de 80.700 caballos de fuerza. [20]

A finales de 1944, el Ministerio del Aire anunciado la liquidación del plan, ya que las fuerzas aéreas de la Commonwealth habían tenido durante mucho tiempo un excedente de personal de vuelo. Al término de la guerra, más de 167.000 estudiantes, incluyendo más de 50.000 pilotos, se habían entrenado en Canadá bajo el programa a partir de mayo de 1940 hasta marzo de 1945. Mientras que la mayoría de los que completaron con éxito el programa pasó a servir en la RAF, más de la mitad (72.835) 131.553 de los graduados eran canadienses. [1]

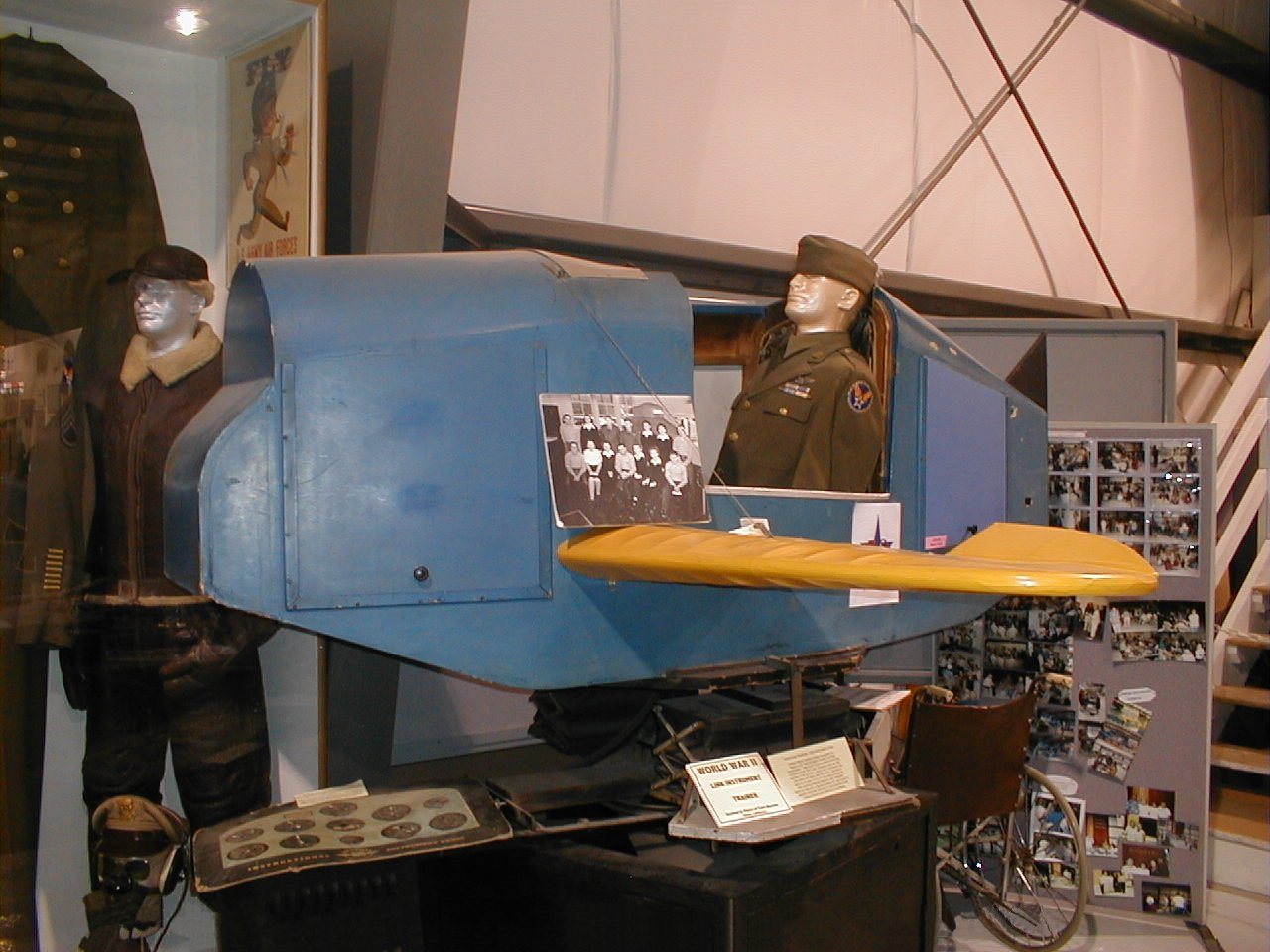
El Instructor de Simulación de Vuelo se utilizó como una ayuda para la formación de pilotos clave en la BCATP

### Nueva Zelanda
Durante la guerra, la RNZAF aportó 2.743 pilotos totalmente capacitados para servir con la RAF en Europa, Oriente Medio y Extremo Oriente. Otros 1.521 pilotos que completaron su formación en Nueva Zelanda fueron retenidos en el país; ya sea como instructores, pilotos, personal o escuadrones operativos de dotación formada durante la segunda mitad de la guerra. En 1940, antes de que el Plan de Formación Aérea de la Comunidad Británica estuviera totalmente desarrollada, Nueva Zelanda también capacitó a 183 observadores y 395 artilleros del aire para la RAF. De 1943 en adelante, la formación del operadores inalámbrico/artilleros del aire y los navegantes se llevó a cabo en Nueva Zelanda para las operaciones del Pacífico. Además, algunos de los 2.910 pilotos fueron entrenados con las normas elementales y enviados a Canadá para continuar su formación. Más de 2.700 operadores artilleros aéreos, 1.800 navegantes y 500 bombarderos pasaron por el sector de entrenamiento inicial antes de proceder a Canadá. De los 131.000 alumnos que se graduaron en Canadá bajo el Plan de Formación Aérea de la Comunidad, Nueva Zelanda formó 5,3%.

### Sudáfrica

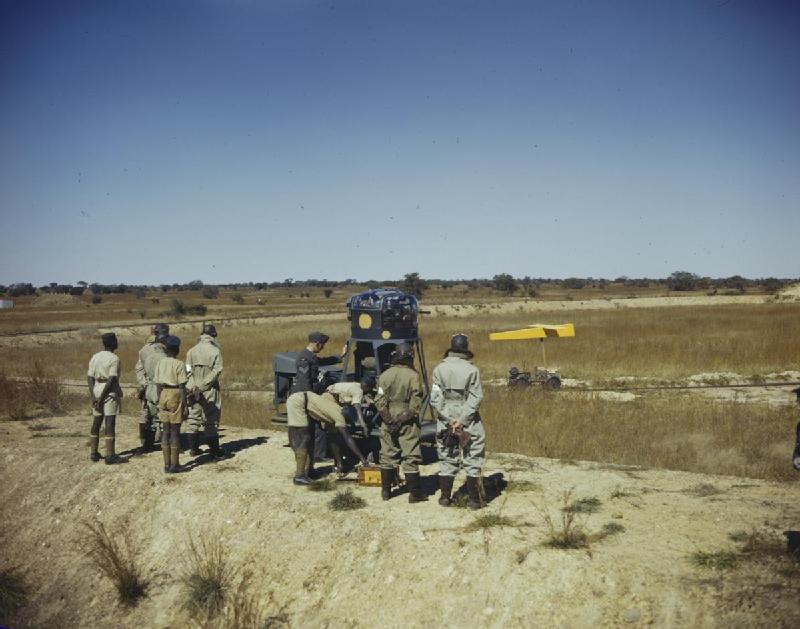
Máquina de entrenamiento de artilleros en la Escuela del Aire n º 23, Waterkloof, Sudáfrica 1943

A pesar de las anteriores a la guerra de la Fuerza Aérea de Sudáfrica planes de expansión (SAAF), el inicio de la Segunda Guerra Mundial en 1939 llamó la SAAF sin preparación. Escuelas de vuelo nuevas fueron establecidas en Pretoria, Germiston, Bloemfontein y Baragwanath, mientras que un comando de entrenamiento bajo el Teniente Coronel WTB Tasker supervisó programa general de formación de la SAAF. Con la creación del Plan de Entrenamiento Aéreo Común (JATS) se emplearon 38 escuelas de aire de origen africano del sur para entrenar a la Real Fuerza Aérea, SAAF y otras tripulaciones aéreas y terrestres aliadas. Aeronaves y otros equipos necesarios para la formación fueron proporcionados a Sudáfrica de forma gratuita por el Reino Unido. [21] Bajo este esquema, la SAAF, en septiembre de 1941, aumentó el número total de aviones militares a 1.709, mientras que los efectivos de personal había crecido a 31.204, incluyendo 956 pilotos. Durante su existencia de cinco años, las JATS resultaron un total de 33.347 tripulación aérea, incluyendo el personal de 12.221 SAAF.

### Rhodesia del Sur

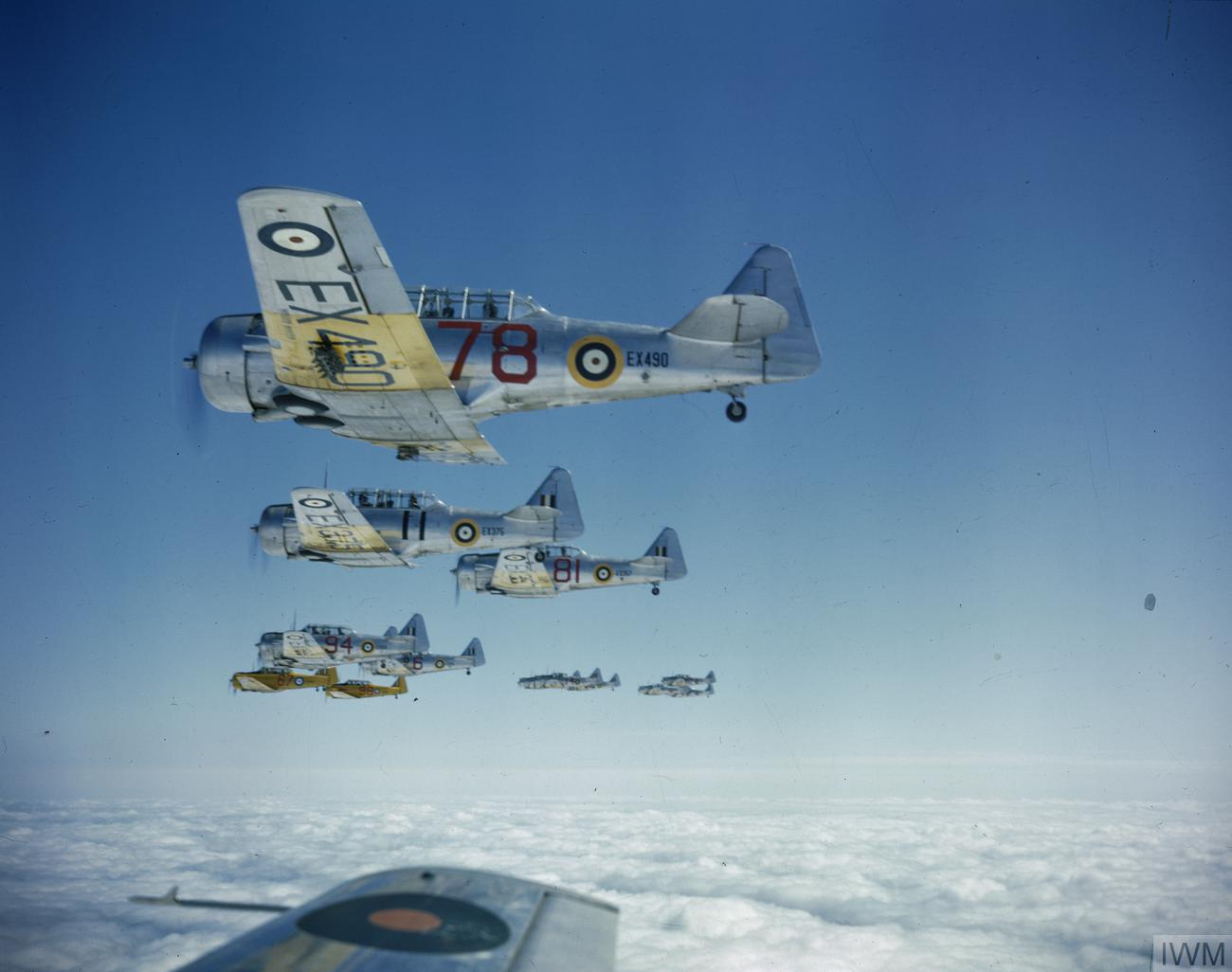
Vuelo de North American Harvard II AS del n ° 20 Servicio de la Escuela de Entrenamiento de Vuelo volando en formación en prácticas de pilotos de la RAF que participaron en el Programa Conjunto de Capacitación de la Comunidad del Aire en Cranborne, cerca de Salisbury, Rodesia.

En el comienzo de la guerra en septiembre de 1939, el Gobierno de Rhodesia del Sur hizo una oferta para el Ministerio del Aire Británico para ejecutar una escuela de aviación y formar a personal para gobernar tres escuadrones (44, 237 y 266 (escuadrones Rhodesia)), las cuales fueron debidamente aceptadas. [22] El Grupo de Entrenamiento del Aire de Rhodesia (RATG), operó desde 1940 hasta 1945, se creó como parte del plan de Formación de la Comunidad del Aire en general. En enero de 1940 el Gobierno anunció la creación de un Departamento del Aire, completamente separada de la de Defensa y nombrando a Ernest Lucas Guest como Ministro del Aire. [23] Guest inauguró [24] y administró lo que se convirtió en el segundo Esquema de Entrenamiento Aéreo más grande, [25] a partir de la creación de tres unidades en Salisbury, Bulawayo y Gwelo, donde cada uno consiste en una escuela de entrenamiento inicial y avanzado. [23]
Rhodesia fue el último de los países de la Comunidad en entrar al Esquema de Entrenamiento Aéreo del Imperio y el primero en graduar pilotos totalmente calificados. [26] La Escuela Básica de Entrenamiento de Vuelo No. 25 en Belvedere, Salisbury abrió el 24 de mayo de 1940. En agosto de 1940, las escuelas podrían formar hasta 1.800 pilotos, 240 observadores y 340 artilleros por año. [27] El programa original de un ala de la formación inicial y seis escuelas incrementó a 10 escuelas de formación de vuelo y de bombardeo, escuelas de navegación y artillería y una escuela para la formación de instructores de vuelo, así como escuelas adicionales para los bombarderos, navegantes y artilleros de aire, incluidas las estaciones de Cranbourne (Salisbury), Norton, Gwelo y Heany (cerca de Bulawayo). Para aliviar la congestión en las estaciones aéreas, se establecieron seis campos de aterrizaje de apoyo para la instrucción de aterrizaje y de despegue y dos campos de tiro y bombardeo. Se establecieron dos depósitos de aeronaves, reparación de motores y revisión así como la Unidad Central de Mantenimiento para hacer frente a las tiendas a granel para todo el grupo.
Los participantes procedían principalmente de Gran Bretaña, pero también de Australia, Canadá, Sudáfrica, Nueva Zelanda, EE.UU, Yugoslavia, Grecia, Francia, Polonia, Checoslovaquia, Kenia, Uganda, Tanganyka, Fiyi y Malta. [28] También hubo alumnos de la Real Fuerza Aérea Helénica en formación. Más de 7.600 pilotos y 2.300 navegantes fueron entrenados por el RATG durante la guerra.

### Estados Unidos
A mediados de 1940, los instructores de vuelo canadienses fueron empleados principalmente en el BCATP y para aumentar el número de instructores de vuelo, la RCAF comenzó una campaña para reclutar pilotos estadounidenses. [29] El Mariscal del Aire WA ( "Billy") Obispo jugó un papel decisivo en la creación de una organización clandestina de reclutamiento en la entonces todavía- neutral Estados Unidos - más o menos al mismo tiempo que unos dieciocho escuelas de vuelo estadounidenses habían firmado para CPTP propio programa de los EE. UU. Los estadounidenses comenzaron cruzar la frontera, que aparece en los centros de reclutamiento más cercanas. El presidente Roosevelt ordenó que los estadounidenses que irían a Canadá para unirse a la RCAF o RAF deberían acceder a la exención por la junta de reclutamiento de Estados Unidos. [30] Al final de la guerra, 16.000 tripulantes RAF fueron entrenados en los Estados Unidos. Después de Pearl Harbor, 1.759 miembros estadounidenses de la RCAF transferidos a las fuerzas armadas de los Estados Unidos, otros 2.000 transferidos más adelante y cerca de 5.000 completaron su servicio con la RCAF. [1]

## Legado

### Canadá

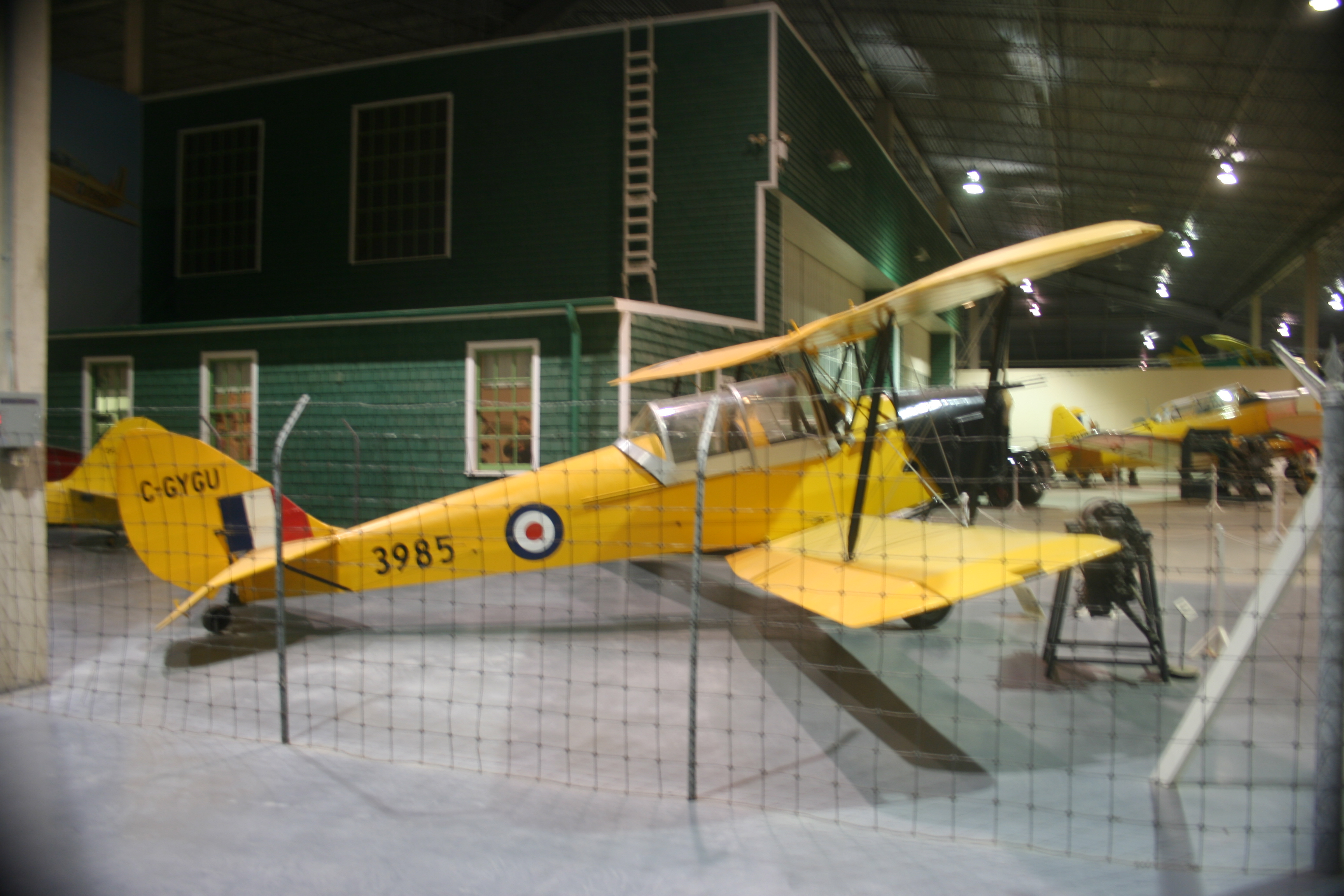
Recreación de un BCATP en el Museo de Desarrollo del Oeste, Moose Jaw, Saskatchewan, Canadá

El Plan de Formación Aérea de la Comunidad Británica manifestó que la Comunidad todavía tuvo algo de influencia militar durante la Segunda Guerra Mundial y fue una de las principales contribuciones de Canadá al esfuerzo de la guerra antes de tiempo. [31] El BCATP fue un logro nacional impresionante. Canadá se convirtió, durante la Segunda Guerra Mundial, en uno de los grandes centros de formación aérea que contribuyó con más de 130.000 tripulantes entrenados para la causa aliada. El gobierno federal pagó tres cuartas partes del total de los costes, una cantidad de más de doscientos cincuenta billones de dólares. [32]
En el tercer aniversario del Plan, el presidente Roosevelt anunció que el BCATP había transformado a Canadá en el "aeródromo de la democracia", jugando con su anterior descripción de los Estados Unidos como "el arsenal de la democracia". [4].
Puertas de hierro forjado fueron elegidas por el Reino Unido, Nueva Zelanda y Australia para conmemorar la contribución de Canadá al Plan y se colocaron a la vista en la plaza durante el desfile en CFB Trenton. [33]
Varios aviones, artefactos de transporte y formación pueden ser vistos en el Museo del Plan de Formación Aérea de la Comunidad, que se encuentra en Brandon, Manitoba.

Dado que Canadá fue el principal participante, el legado del plan no incluye una fuerte posguerra aviación sector y muchos aeropuertos nuevos o mejorados en todo el país, la mayoría de los cuales todavía están en uso. El aeropuerto clásica BCATP consistió en tres pistas de aterrizaje, cada uno típicamente 2.500 pies (760 m) de longitud, dispuestas en un triángulo de manera que la aeronave pudiera siempre la tierra (más o menos) en el viento - que era críticamente importante en un momento en que la mayoría avión de entrenamiento ligera (como la de América del Norte de Harvard) fueron Taildraggers, que son difíciles de aterrizar en fuertes vientos transversales. 

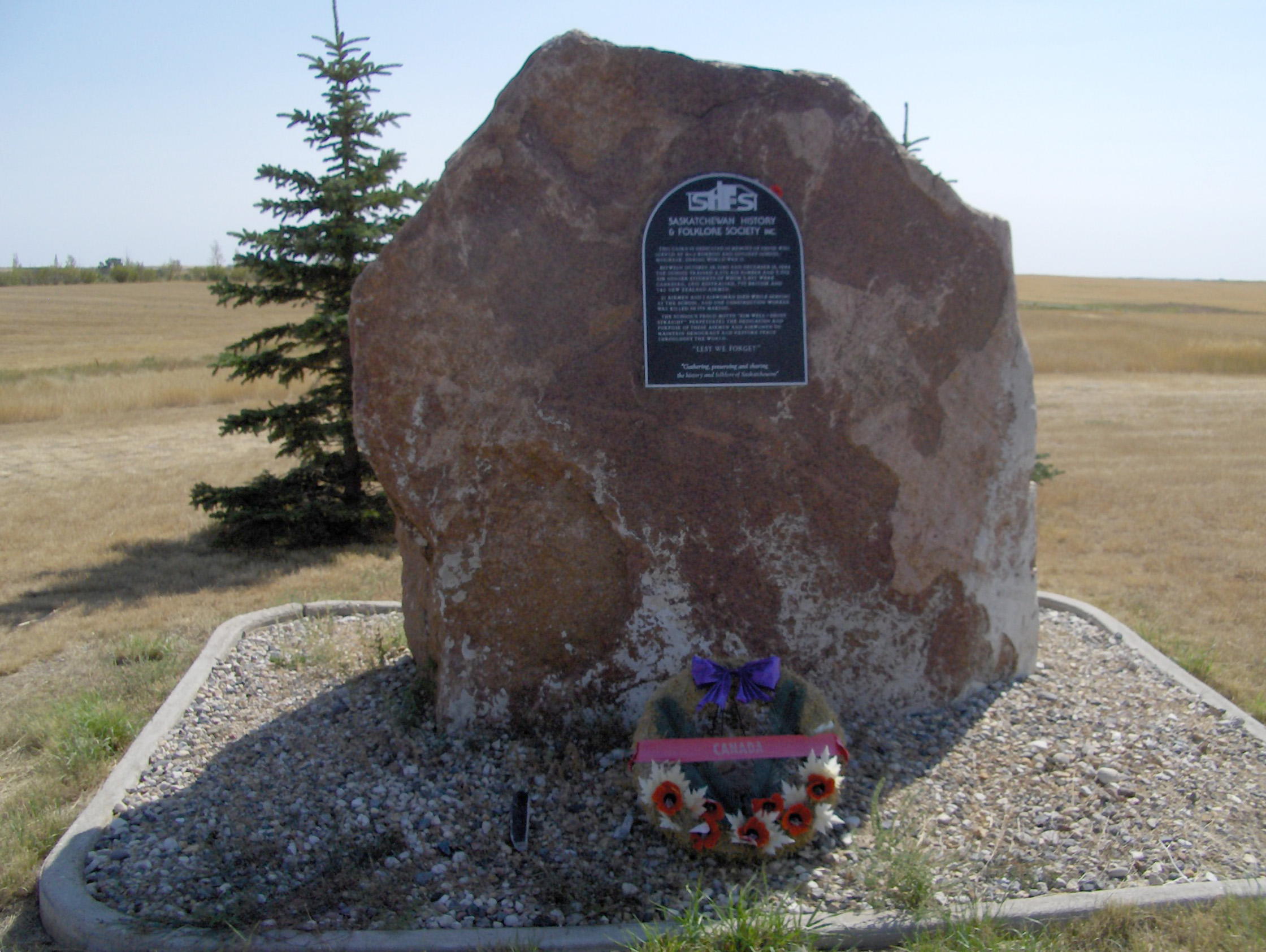
Un monumento mojón en el lugar de la antigua estación de Mossbank RCAF

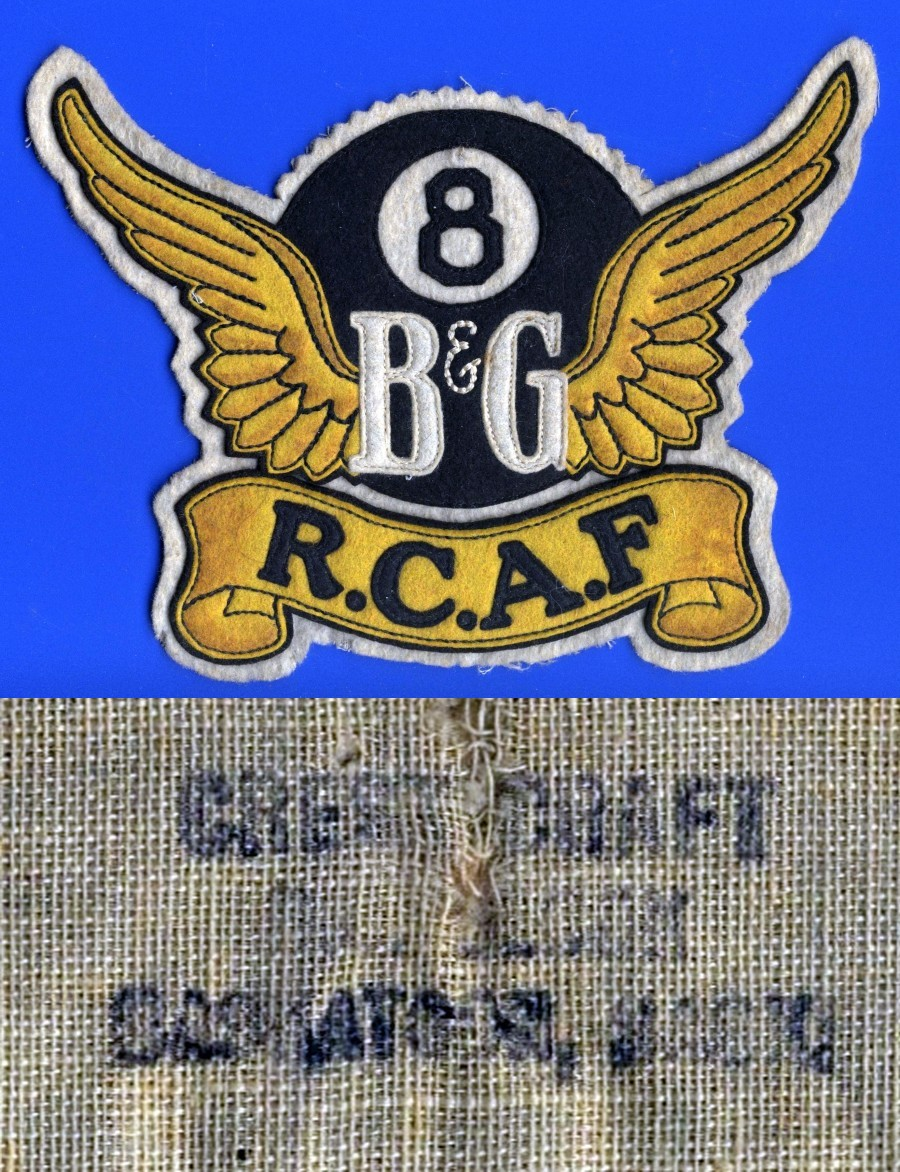
Un parche de chaqueta RCAF la Segunda Guerra Mundial para # 8 B & G (Bomba y Artillería) Escuela situada en Lethbridge, AB. La cresta de la artesanía DC bloquear las fechas de back-stamp a principios de 1940.

Ese esquema triangular está perfectamente conservado en el Claresholm Industrial Airport, pero sigue siendo fácilmente visible bajo las extensiones posteriores de la pista en la mayoría de los aeropuertos BCATP canadienses, como Kingston / Norman Rogers Airport, Boundary Bay Aeropuerto aeropuerto de Ontario y Pendelton, modificaciones posteriores a menudo se han traducido en una pista de aterrizaje se alarga para manejar aviones más grandes tales como aviones y pistas de aterrizaje en menos utilizadas están cerrados o convertidos en calles de rodaje.
El BCATP proporcionó un impulso económico en las provincias occidentales que aún se estaban recuperando de la década larga depresión. El informe final de la Comisión de Control BCATP calculó que "más de 3.750 miembros de la RAF, la RAAF, RNZAF y Aliados nacionales bajo cuotas de la RAF se casaron con muchachas canadienses", muchos de los cuales permanecieron en Canadá para formar una familia. [34]
En 1959, la reina Isabel II dio a conocer The Ottawa Memorial, un monumento erigido a "(conmemore) por su nombre, a unos 800 hombres y mujeres que perdieron sus vidas durante su servicio o entrenamiento con las Fuerzas Aéreas de la Comunidad en Canadá, las Indias Occidentales y la Estados Unidos y que no han conocido la tumba".
La Commonwealth Plan de entrenamiento del aire (CATP) Museo es una organización no lucrativa, organización de caridad en Brandon, Manitoba , fundada y operada por voluntarios. El museo está dedicado a la preservación de la historia del Plan de Formación aire de la Commonwealth británica y sirve como un monumento único para aquellos pilotos que entrenaron y sirvieron, especialmente para aquellos que murieron mientras servían a su país en la guerra del aire de 1939 a 1945. Este es el único museo en el mundo dedicado exclusivamente a esta meta, situada en Manitoba, donde gran parte de la capacitación se llevó a cabo. La colección incluye 14 aviones en exhibición con Auster, de Harvard, Cornell y Stinson HW-75 en condiciones de vuelo del museo. [20]
El Plan de Formación aire de la Commonwealth también puede ser considerado como el precursor de los regímenes de posguerra internacionales de formación de aire en Canadá, muchos de ellos relacionados con el personal de otras OTAN poderes. [35] Estos incluyen el Plan de Formación de la OTAN (1950-1957) que se graduó 4.600 pilotos y navegantes de 10 países. [36] Acuerdos bilaterales posteriores con potencias de la OTAN individuales (1959-1983), el plan de Asistencia de Instrucción Militar, que ha formado a las tripulaciones de los países en desarrollo desde 1964 y la OTAN de entrenamiento del vuelo en Canadá (CNCE) ya 1998, [35] una alianza de las fuerzas canadienses, Bombardier Aerospace Corporation y las fuerzas aéreas participantes. [36] En 2005, el Departamento de Defensa Nacional de Canadá recibe una de 22 años, $1.77 mil millones de contrato para un Alas aliadas equipo dirigido por Kelowna Flightcraft Ltd. de Kelowna, Columbia británica, para proporcionar servicios de volar de formación y apoyo a las fuerzas canadienses y aliados internacionales. Estos servicios son proporcionados fuera del Centro de Instrucción de Aviación Canadá Alas en el Centro Aeroespacial Southport, cerca de Portage la Prairie, Manitoba. [37]
El Plan de Formación aire de la Commonwealth británica fue designado un evento histórico nacional el 18 de noviembre de 1983. [38]

### Sudáfrica

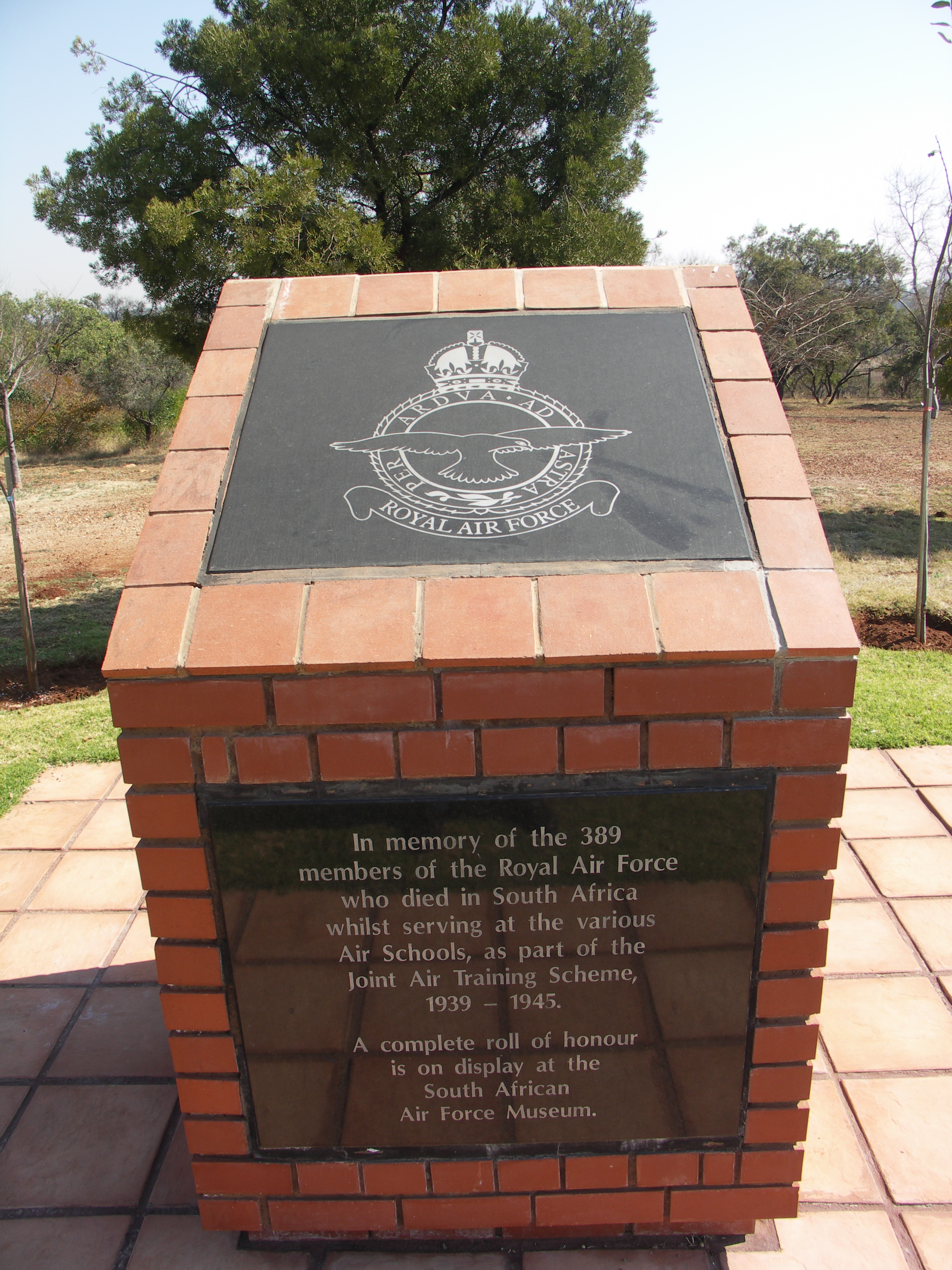
Monumento de Sudáfrica para el personal de la Fuerza Aérea Real que murieron durante el régimen común del entrenamiento del aire.

El Monumento de la Fuerza Aérea Sudafricana en Swartkop, Tshwane incluye un monumento a los de la Real Fuerza Aérea miembros que murieron en Sudáfrica durante el régimen común del entrenamiento del aire.
El Puerto Elizabeth rama del Museo de la Fuerza Aérea de Sudáfrica todavía se encuentra en el centro de entrenamiento del aire de Artillería 42-Aire escuela original utilizado durante el régimen común del entrenamiento del aire. [39]

### Australia
El "Esquema" costó aproximadamente £100,000,000 Australia por sus compromisos. Además del Imperio Esquema del entrenamiento del aire, las demandas de tiempos de guerra habían dado lugar a la formación de los requisitos de origen. La RAAF construyó la formación del aire y las escuelas de formación de tierra, campos de aviación y escuelas especializadas que servían bien al país en tiempos de guerra, así como de la posguerra. Todas las escuelas de formación de servicios de vuelo fueron disueltas, excepto Uranquinty. La Base Uranquinty siguió ofreciendo cursos de perfeccionamiento para pilotos cualificados e incluso se convirtió brevemente en un centro de migrantes en la década de 1940 hasta que se volvió a abrir como la primera escuela de entrenamiento del vuelo básico entre 1951 y 1959 cuando se cerró definitivamente. La escuela Wireless Air Gunners' School en Ballarat se mantuvo como la Escuela RAAF Radio hasta 1961. [40]
Un monumento se dedicó a 5 Flying Service Training School RAAF, dentro del Imperio esquema de entrenamiento del aire en Ujanquinty el 19 de septiembre de 1999.
Escuelas de formación de pilotos come en Evans Head, Nueva Gales del Sur, Cunderdin, Australia Occidental, Point Cook, Victoria, Essendon, Victoria y Laverton están en las listas estatales o del patrimonio nacional. Las escuelas Wireless operator/air gunners' schools en Maryborough, Queensland y Ballarat, Victoria, se recomienda en la actualidad para el listado del patrimonio estatal.

### Citas
1. ↑  Hayter, Steven. "History of the Creation of the British Commonwealth Air Training Plan." Archivado el 29 de octubre de 2010 en Wayback Machine. British Commonwealth Air Training Plan Museum, Retrieved: 18 October 2010.
2. ↑  Dunmore 1994, pp. 45, 345.
3. ↑  Becker 1989, p. 9.
4. ↑  Hallowell 2004, p. 88.
5. ↑  Barris 2005, p. 316.
6. 1 2  "British Commonwealth Air Training Plan." Archivado el 9 de noviembre de 2013 en Wayback Machine. Juno Beach Centre. Retrieved: 29 September 2011.
7. ↑  Smith 1941, pp. 7–9.
8. ↑  Bryce 2005, pp. 47–51.
9. ↑  Bryce 2005, pp. 47–51.
10. ↑  Clark, Chris. "The Empire Air Training Scheme" (conference presentation). Australian War Memorial 2003 History Conference: Air War Europe (Canberra)  via Australian War Memorial. Retrieved: 13 November 2010.
11. ↑  "British Commonwealth Air Training Plan." canadianwings.com, 2010. Retrieved: 27 April 2012.